# Ромува (литовська організація)

Символ Ромуви

Ромува (лит. romuva) — литовська неоязичницька організація, що ставить собі за мету відродження балтських язичницьких вірувань. Світогляд, обряди та свята запозичуються з литовських народних традицій, деякі обряди реконструюються на основі живих етнографічних та письмових історичних джерел.
Лідер громади — Йонас Тринкунас (лит. Jonas Trinkūnas), обраний у жовтні 2002 року верховним жерцем (лит. krivis). За даними загального перепису населення 2001 року, послідовників традиційних вірувань балтів у Литві налічується 1270 осіб. До цього числа крім членів Ромуви входять і учасники інших язичницьких громад.

## Історія

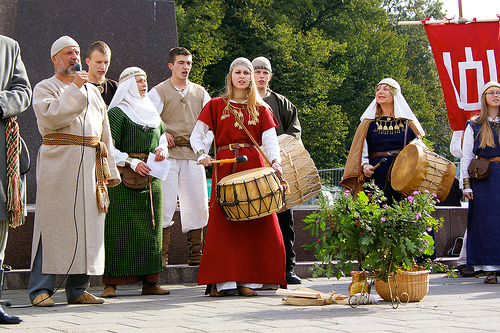
Ритуал біля пам'ятника Гедиміну у Вільнюсі

У 1967 році студентами Вільнюського університету була утворена перша неоязичницька громада. У той час відкрито сповідувати будь-яку релігію було складно, тому назву було змінено на ramuva, а громада позиціонувала себе як група, що займається фольклорною традицією. Народні литовські пісні були й залишаються головною складовою будь-якого неоязичницького обряду. Для їх збору учасники проводили краєзнавчі експедиції по усій республіці, відвідували стародавні городища та святилища. Проведення свята Расос на Кернавському городищі в 1967 році вважається датою народження Рамуви. Громада швидко набирала популярності.
У 1971 році Ромува була заборонена, декілька активістів були ув'язнені за антирадянську діяльність. Йонас Тринкунас був виключений з університету із забороною займатися викладацькою роботою. Був посилений контроль за краєзнавчою діяльністю.
18 жовтня 1988 року Ромува була відновлена, у 1991 — зареєстрована як релігійна організація.
У 1998 році у Вільнюсі відбувся перший Всесвітній конгрес етнічних релігій (англ. World Congress of Ethnic Religions).
У 2001 році було подано прохання до Сейму Литовської Республіки надати Ромуві статус традиційної релігійної організації Литви, однак не вдалося зібрати потрібної кількості підписів (50 000), тому в статусі було відмовлено. У тому ж році мер Вільнюса дозволив влаштувати кам'яний жертовник та проводити обряди в центрі міста — у парку біля Замкової гори.
У 2002 році відкрито постійний обрядовий комплекс у селі Дворцишкес.
Ромуву охоче запрошують на етнографічні фестивалі в Литві та за кордоном, на проведення весіль, хрестин, поховань, часто разом з католицькими священиками. Підрозділи громади діють у США та Канаді, ведеться співпраця з неоязичниками інших країн, як західних так і східних, проводяться спільні обряди.

## Принципи Ромуви

### Особливі риси Ромуви
- Ромува позиціонується своїми адептами як «релігія землеробів». Такі культи також часто називаються хтонічними. Це означає, що на відміну від колишньої офіційної релігії воїнів, та на відміну від християнства, Ромува в першу чергу виділяє земні цінності, першість та повага віддається жінці, богиням. У цьому аспекті Ромува є скоріш феміністською релігією.
- Крім того, Ромува віддає першість святості матеріальної природи, Землі, тому трансценденція — небо — втрачає свою виняткову важливість, хоча й не позбавляється її цілком.
- Ромува — релігія, що розвиває національне мистецтво. Учасники обрядів Ромуви стають не спостерігачами, а учасниками — вони повинні співати, танцювати, виготовляти обрядову атрибутику, брати активну участь у ритуалах. Ромува — релігія танцю, музики, ремесла.

## Основні боги та духи Ромуви

### Боги
- Габія — богиня вогню, берегиня домашнього вогнища, богиня культури, сім'ї, миру, дому, господарства.
- Лайма — богиня народження та долі, що супроводжує людину усе її життя. При народженні людини, Лайма пропонує їй декілька життєвих шляхів, з яких людина обирає собі свій і є відповідальною за свій вибір.
- Жеміна — богиня, що надає людині необхідні їй життєві сили, мати.
- Мілда (Аушріне) — богиня любові, краси, молодості, ідеал дівчини.
- Сауле — покровителька світла, життя, добра.
- Перкунас — бог атмосфери, сили, здоров'я, звичаїв, законів та моральності. Бог держави, батько.
- Йоріс — бог природи, що пробуджується навесні. Ромува вважає його Весняним Перкунасом.
- Дієвас — бог знань, неба, світла, життя, матеріальної культури, дому, творець світу, батько. Інші імена: Праамжюс, Сотварас, Пракорімас, Андоюс.
- Вяльнас (Пікуоліс, Кялмас, Блукас, Пінчюкас) — бог смерті, розуму, творець світу, бог дикої природи.
- Гільтіне — богиня смерті.